# Felipe Florino del Palatinado-Sulzbach
Felipe Florino del Palatinado-Sulzbach (en alemán, Philipp Florinus von Pfalz-Sulzbach; Sulzbach, 20 de enero de 1630-Núremberg, 4 de abril de 1703) fue un mariscal de campo imperial.

## Biografía

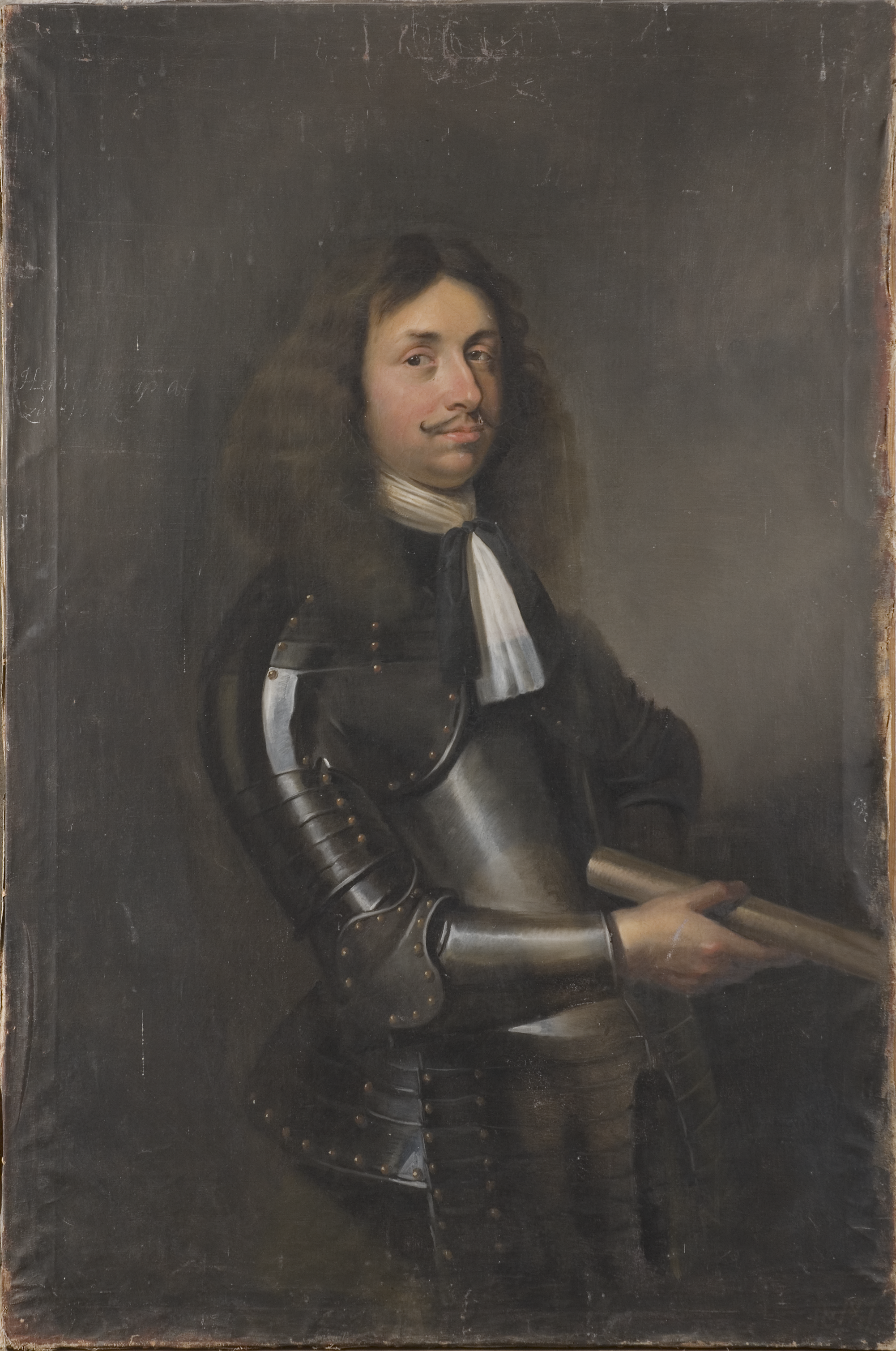
Felipe Florino, mariscal sueco, imperial y veneciano. Retrato atribuido a Abraham Wuchters.

Felipe era el hijo menor del conde palatino Augusto de Sulzbach (1582-1632) y de Eduviges de Holstein-Gottorp (1603-1657). 
Empezó su carrera militar en el ejército del Ducado de Lorena. Después se unió al ejército sueco y luchó bajo las órdenes del rey Carlos X Gustavo de Suecia contra Prusia, y más tarde en la guerra sueco-danesa (1658-1660), donde perdió en la desastrosa batalla de Nyborg en Fionia y tuvo que salvar su propia vida huyendo en la noche.
Después de la muerte del rey sueco, fue a Venecia, donde participó en la guerra de Creta (1645-1669) contra los otomanos. Abandonó Venecia de nuevo en 1662 después de conflictos internos y ahora entró al servicio del emperador Habsburgo. Jugó un importante papel como mariscal de campo y como comandante supremo de la caballería en la victoriosa batalla de San Gotardo (1664). 
Después de esto, combatió para Francia, de nuevo con Suecia y finalmente para Baviera, donde murió en 1703.